# Ruisseau Kuugaapik
Ne doit pas être confondu avec Rivière Kuugaapik.
Le ruisseau Kuugaapik est un affluent de la rive sud de la rivière aux Feuilles dont les eaux coulent vers l'est et se jettent dans le lac aux Feuilles, lequel se connecte par un détroit au littoral ouest de la baie d'Ungava. Le ruisseau Kuugaapik coule dans le territoire non organisé de Rivière-Koksoak, dans la région du Nunavik, dans la région administrative du Nord-du-Québec, au Québec, au Canada.

## Géographie
Les bassins versants voisins du ruisseau Kuugaapik sont :
- côté nord : rivière aux Feuilles ;
- côté est : rivière Dufreboy ;
- côté sud : lac Kakiattukallak ;
- côté ouest : Rivière Qijuttuuq.

Le ruisseau Kuugaapik débute sur le versant nord-est de la ligne de départage des eaux entre les versants de la rivière Qijuttuuq (côté ouest) et de la rivière Dufreboy (côté est).
Le ruisseau Kuugaapik prend ses eaux d'un petit lac supérieur (altitude : 300 m). De là, les eaux coulent sur 2,0 km vers l'est jusqu'à un lac (altitude : 286 m), puis 9,2 km vers le nord-ouest en traversant quatre lacs dont le plus bas est le plus grand (longueur : 2,7 km ; altitude : 235 m). À partir de l'embouchure de ce dernier lac, la rivière coule sur 1,6 km jusqu'à un petit lac (altitude : 221 m). De là, la rivière coule sur 9,2 km vers le nord-ouest, dans une vallée encaissée, jusqu'à son embouchure situé sur la rive sud de la rivière aux Feuilles. Son embouchure est situé face à l'embouchure de la rivière Cohade.

## Toponymie
Le toponyme ruisseau Kuugaapik a été officialisé le 12 décembre 1972 à la Commission de toponymie du Québec.